# Saša Ilić
Saša Ilić (Požarevac, RS de Serbia, 30 de diciembre de 1977) es un exjugador y entrenador de fútbol serbio. Actualmente dirige al Sumgayit FK.

## Carrera como jugador

### Partizán
Nacido en Požarevac, Ilić llegó inicialmente al Partizán en 1986 cuando su padre Milan lo llevó a un entrenamiento dirigido por Florijan Matekalo.Fue inscrito oficialmente en el club el 5 de septiembre de 1988, pasando finalmente por todas las categorías inferiores. Para adquirir algo de experiencia en el primer equipo, Ilić también pasó una temporada en Teleoptik.
Hizo su debut como profesional el 26 de octubre de 1996, entrando como suplente en la segunda mitad en una victoria por 10-0 sobre Borac Čačak, vistiendo la camiseta N°1.En el verano de 1998, tras la marcha de Ivan Tomić a la Roma,Ilić se convirtió en el capitán del equipo, teniendo en ese momento sólo 20 años. En los años siguientes, se consolidó como líder del equipo y se convirtió en un ídolo entre los aficionados, al mismo tiempo que recibió su primera convocatoria con la selección nacional en el año 2000.

### Celta de Vigo
En la ventana de transferencia de invierno de 2004, Ilić fue cedido al Celta de Vigo, por un período de seis meses con opción a un contrato permanente.Hizo su debut con el equipo el 8 de febrero de 2004, en la victoria por 2-1 ante el Villarreal. Luego marcó su primer y único gol contra el Real Madrid en la derrota por 4-2. Finalmente, después de que el club descendiera de la Segunda División, su pase no fue comprado.

### Galatasaray
Después de una exitosa temporada de regreso con el Partizán, Ilić se marchó al extranjero por segunda vez y firmó un contrato de tres años con el Galatasaray el 8 de julio de 2005.Con un total de 12 goles, fue el tercer máximo goleador del equipo en la temporada 2005-06, ayudando al club a devolver el título del campeonato al Ali Sami Yen después de cuatro años. Posteriormente, tuvo un excelente comienzo en la campaña 2006-07 al marcar cinco goles en las primeras cuatro rondas de la liga. En la UEFA Champions League, estuvo en plena forma marcando goles contra el PSV y el Liverpool.

### Red Bull Salzburgo y AEL Larissa
En junio de 2007, Ilić fue transferido oficialmente al Red Bull Salzburgo, firmando un contrato de tres años.Decidió unirse al equipo austríaco ante la insistencia de Lothar Matthäus, ya que anteriormente colaboraron con éxito en el Partizán. Sin embargo, sólo unos días después, el alemán fue liberado de su contrato.
En enero de 2009, firmó con el club griego AE Larisa en calidad de cedido hasta el final de la temporada 2008-09.En su regreso a Salzburgo, vio muy pocas oportunidades de jugar en el equipo. Fue suspendido por la directiva del club en septiembre de 2009 debido a una supuesta apuesta en el partido de la UEFA Europa League contra la Lazio. Sin embargo, desestimó la acusación de apostar contra su propio equipo, pero admitió haber apostado en los otros partidos.

### Regreso al Partizán
El 22 de enero de 2010, Ilić se reincorporó oficialmente al Partizán en una transferencia gratuita, firmando un contrato de dos años y medio.Luego de extender su contrato en un par de ocasiones, se convirtió en el jugador con más partidos internacionales del club de todos los tiempos el 22 de octubre de 2016, registrando su aparición N°792.El 23 de mayo de 2019, disputó su último partido oficial con el club y entró como suplente al final de la segunda mitad en la victoria por 1-0 sobre el Estrella Roja en la final de la Copa de Serbia 2018-19.

## Selección nacional
En agosto del 2000, Ilić hizo su debut internacional completo con la selección de Yugoslavia dirigida por Ilija Petković, sustituyendo en la segunda mitad a Nenad Grozdić en una victoria amistosa por 2-1 contra Irlanda del Norte.El 16 de mayo de 2006, fue incluido en el equipo final de 23 hombres para representar a Serbia y Montenegro en la Copa Mundial de la FIFA 2006.Allí disputó el último partido de la fase de grupos y logró marcar un gol en la derrota por 3-2 ante Costa de Marfil.
El 16 de agosto de 2006, fue convocado para la selección de Serbia en su partido inaugural contra República Checa. Finalmente, realizó su última aparición en un partido de clasificación para la Copa Mundial de la FIFA 2010 contra Islas Feroe el 6 de septiembre de 2008.En total, ha sido internacional en 41 encuentros donde marcó 7 goles.

### Participaciones en Copas del Mundo
| Mundial                        | Sede     | Resultado    |
| ------------------------------ | -------- | ------------ |
| Copa Mundial de Fútbol de 2006 | Alemania | Primera fase |

## Carrera como entrenador
Después de terminar su carrera como jugador, Ilić comenzó a trabajar en la Asociación de Fútbol de Serbia. En un comienzo, fue seleccionador de cadetes más jóvenes, luego asistente de Ilija Stolica en el equipo juvenil y luego de Dragan Stojković en la selección sub-21.
Luego de un paso por la selección sub-16 de Serbia, recibió su segundo nombramiento como entrenador en agosto de 2021, cuando sucedió a Dušan Đorđević al frente del Čukarički.El 11 de abril de 2022, fue despedido de su cargo luego de empatar sin goles ante el Partizán.
El 2 de junio de 2022, fue nombrado entrenador del CSKA Sofía.Después de terminar segundo en la temporada 2022-23, fue relevado de sus funciones en  julio de 2023 tras la derrota ante el Sepsi en el primer partido de la clasificación de la UEFA Conference League.
En octubre de 2023, asumió al frente del Atromitos de Grecia.El 2 de mayo de 2024, el club anunció que Ilić decidió presentar su renuncia al cargo.
El 4 de mayo de 2024, fue confirmado como técnico del Pari Nizhny Novgorod de la Liga Premier rusa.Bajo su cargo, el club evitó el descenso a la Liga Nacional después de vencer al Arsenal Tula en los play-offs de descenso.El 5 de octubre, su contrato fue rescindido de mutuo acuerdo.
En julio de 2025, fue oficializado como técnico del Sumgayit FK.

## Clubes

### Como jugador
| Club                   | País       | Año       |
| ---------------------- | ---------- | --------- |
| Partizán               | Yugoslavia | 1995-2005 |
| Celta de Vigo (cedido) | España     | 2004      |
| Galatasaray            | Turquía    | 2005-2007 |
| Red Bull Salzburgo     | Austria    | 2007-2010 |
| AE Larisa (cedido)     | Grecia     | 2009      |
| Partizán               | Serbia     | 2010-2019 |

### Como entrenador
| Club                       | País       | Año           |
| -------------------------- | ---------- | ------------- |
| Selección sub-16 de Serbia | Serbia     | 2019          |
| Čukarički                  | Serbia     | 2021-2022     |
| CSKA Sofía                 | Bulgaria   | 2022-2023     |
| Atromitos                  | Grecia     | 2023-2024     |
| Pari Nizhniy Novgorod      | Rusia      | 2024          |
| Sumgayit FK                | Azerbaiyán | 2025-presente |

## Palmarés

### Como jugador

#### Campeonatos nacionales
| Título                              | Club        | País                | Año  |
| ----------------------------------- | ----------- | ------------------- | ---- |
| Primera Liga de Serbia y Montenegro | Partizán    | Serbia y Montenegro | 1997 |
| Copa de Serbia y Montenegro         | Partizán    | Serbia y Montenegro | 1998 |
| Primera Liga de Serbia y Montenegro | Partizán    | Serbia y Montenegro | 1999 |
| Copa de Serbia y Montenegro         | Partizán    | Serbia y Montenegro | 2011 |
| Primera Liga de Serbia y Montenegro | Partizán    | Serbia y Montenegro | 2002 |
| Primera Liga de Serbia y Montenegro | Partizán    | Serbia y Montenegro | 2003 |
| Primera Liga de Serbia y Montenegro | Partizán    | Serbia y Montenegro | 2005 |
| Superliga de Turquía                | Galatasaray | Turquía             | 2006 |
| Superliga de Serbia                 | Partizán    | Serbia              | 2010 |
| Copa de Serbia                      | Partizán    | Serbia              | 2011 |
| Superliga de Serbia                 | Partizán    | Serbia              | 2011 |
| Superliga de Serbia                 | Partizán    | Serbia              | 2012 |
| Superliga de Serbia                 | Partizán    | Serbia              | 2013 |
| Superliga de Serbia                 | Partizán    | Serbia              | 2015 |
| Copa de Serbia                      | Partizán    | Serbia              | 2016 |
| Superliga de Serbia                 | Partizán    | Serbia              | 2017 |
| Copa de Serbia                      | Partizán    | Serbia              | 2017 |
| Copa de Serbia                      | Partizán    | Serbia              | 2018 |
| Copa de Serbia                      | Partizán    | Serbia              | 2019 |